# أولاد العروصي (اوطابوعبان)
أولاد العروصي هي إحدى مشيخات المملكة المغربية، تتبع جغرافيا لإقليم تاونات وإداريًا لاوطابوعبان. يقدر عدد سكانها بـ 4287 نسمة حسب الإحصاء الرسمي للسكان والسكنى لسنة 2004.